# Syndicat médical
Un syndicat médical est un syndicat professionnel regroupant les médecins ou les étudiants en médecine.

## Australie
La Australian Medical Association (en) est le syndicat officiel des médecins et des étudiants en médecine.

## Belgique
En 1963, les chambres syndicales sont créées. Elles sont reconnues comme seul représentant des médecins l'année suivante.
Le Groupement belge des omnipraticiens (GBO) est créé en 1965.
Ce n'est qu'en 1998 que les premières élections syndicales médicales ont lieu.

### Paysage syndical
On trouve d'un côté l'Association belge des syndicats médicaux (ABSyM-BVAS) qui regroupe les chambres syndicales des médecins et de l'autre le Cartel regroupant le GBO, le Syndicat belge des médecins spécialistes (SBMS) et l'Algemeen syndicaat van geneeskundigen van België (ASGB).
Lors des élections de 2006, l'ABSyM recueille environ 70 % des voix, le Cartel environ 30%.
Répartition des sièges à la commission nationale médico-mutualiste :
| Année    | 2006       | Généralistes | Spécialistes |
| Syndicat | Total élus | Élus         | Élus         |
| -------- | ---------- | ------------ | ------------ |
| ABSyM    | 8          | 3            | 5            |
| Cartel   | 4          | 3            | 1            |

## France

### Origines (1879-1960)

#### L'union

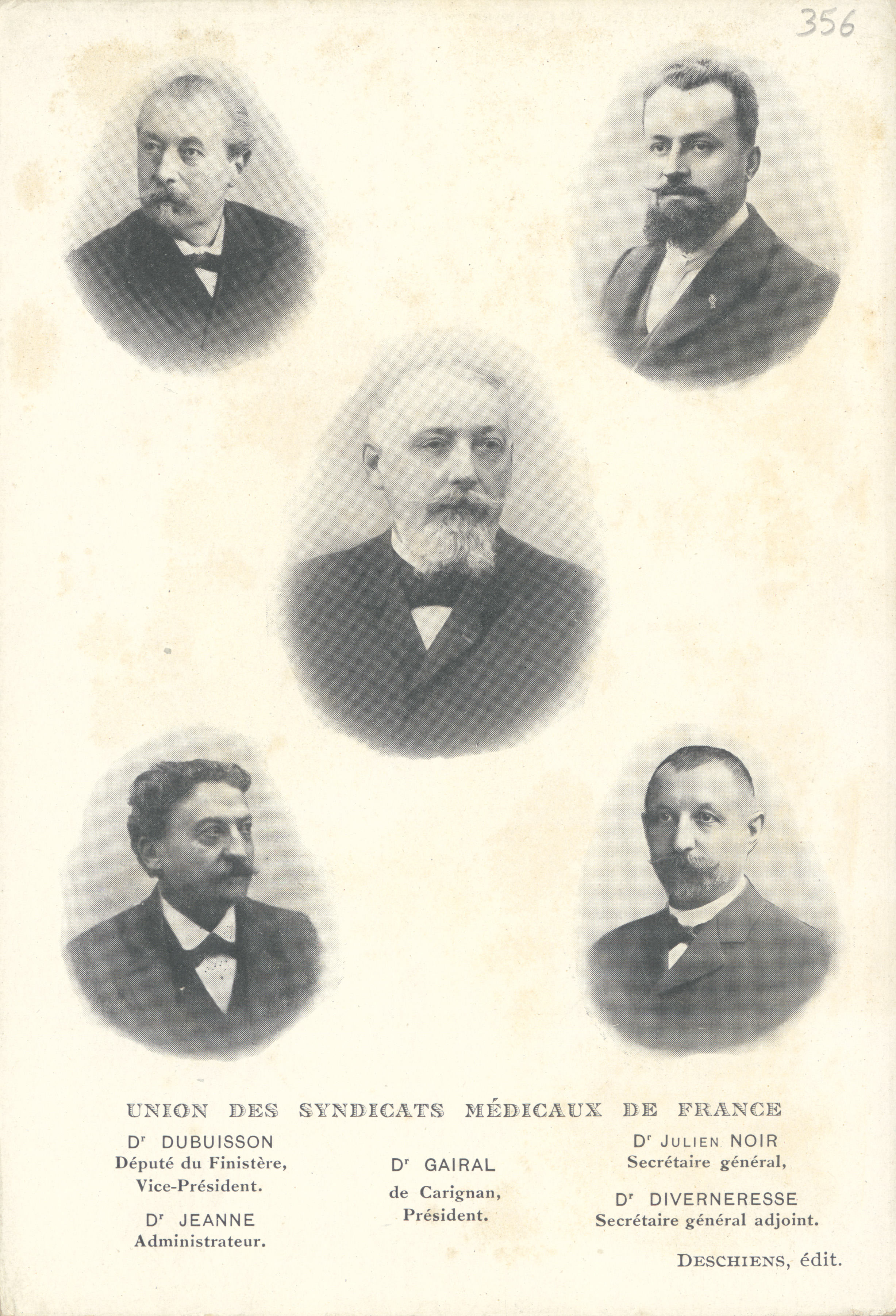
Union des syndicats médicaux de France.

Les médecins n'étant ni employeurs ni employés et n'ayant pas d'intérêts économiques à défendre, le droit syndical ne leur est pas reconnu. Néanmoins, un premier mouvement de défense des médecins se crée en 1879 autour du journal Le Concours médical et une Union des syndicats médicaux se réunit en 1884.
En février 1885, le refus du droit de former des syndicats est confirmé par la décision de la cour de cassation. Ce n'est qu'en 1892 que la loi Chevandier autorise les médecins à se « constituer en associations syndicales. »
Le 19 novembre 1893 se réunit l’Union des syndicats médicaux de France, qui regroupe plus de 122 syndicats dont le plus important est le Syndicat des médecins de la Seine.
En 1921 sont créées les commissions départementales où siègent les syndicats et associations de médecins. À cette date, 60 % des praticiens français sont syndiqués.

#### Les divisions
Le rejet d'une alliance avec les syndicats ouvriers en 1909 poussera à la création du Syndicat national de la médecine sociale « qui se veut ouvertement au côté de la classe ouvrière, face au capitalisme et à l'État » prônant à l'ultime une fonctionnarisation de la profession, seule garantie pour lui de soins dédiés ; ce syndicat diffuse un bulletin d'information.
En 1910, les tensions entre les libéraux et les hospitaliers, sélectionnés par concours, sont exacerbées et un jury d'agrégation est bloqué. L'échec aux concours et l'abandon des tâches ingrates aux libéraux sont au cœur de la rancœur.
En 1926, un groupement de syndicats de spécialistes (essentiellement chirurgicaux : oto-rhino-laryngologistes, ophtalmologistes) voit le jour.

#### La CSMF
Le syndicat historique est la confédération des syndicats médicaux français (CSMF), créé le 6 décembre 1928 à Paris lors de son assemblée générale constitutive de la CSMF. Elle regroupe alors 80 % des médecins français : libéraux, hospitaliers et universitaires, spécialistes (non encore reconnus comme tels). Le 2 juin 1929, a lieu la 2e assemblée générale de la Confédération des syndicats médicaux.
En 1936, la CSMF propose la création de centres de santé où des médecins libéraux peuvent être consultés à des tarifs fixés, préalablement négociés.
En 1940, l'État français dissout la CSMF dont les biens servirent à créer l'ordre des médecins.
L'ordonnance de 1945 crée des commissions départementales qui fixent les tarifs des actes médicaux. En 1960, 60 départements avaient une "convention" locale (sur les 90 départements métropolitains de l'époque).
L'année 1958 voit naître les centres hospitaliers universitaires.

### La médecine libérale

#### 1rescission
En 1960, devant le nombre croissant de médecins signant individuellement une convention départementale type, la CSMF signe un accord avec les caisses d'assurance maladie en juillet 1960 pour faire évoluer le système « de l’intérieur ». Cet accord est un prélude à la convention médicale.
En 1961, les adhérents refusant cet accord et des syndicats départementaux, notamment la Seine et le Rhône forme l’Union nationale des syndicats de France (USMF) qui prend, en 1968, le nom de la Fédération des médecins de France (FMF),.
C'est une division entre une médecine sociale, partisane de la convention et une médecine libérale qui veut limiter l'intervention de l'État.

#### Les conventions
La CSMF signe seule la convention en 1971. La CSMF et la FMF signent la convention médicale en 1976. 
Les militants du Groupe information santé ont ensuite participé à la création du Syndicat de la médecine générale qui se démarque des syndicats corporatistes en ayant une approche plus progressiste de la médecine.
Le Syndicat de la médecine générale (SMG) est ainsi créé en 1975. Il prend le nom de l'Union des syndicats médicaux en 1979.
La convention de 1980 voit apparaître le secteur 2, négocié par et pour la FMF. Cela entraîne à la fois la création de la Fédération nationale des omnipraticiens français (qui deviendra l’Union nationale des omnipraticiens français (UNOF) en 1984) et du « Comité Vigilance et Action » au sein de la CSMF. 
En 1981, le Syndicat des médecins libéraux (SML) voit le jour autour des praticiens en secteur 2. Il est en concurrence directe avec la FMF. En 1982 50 000 personnes manifestent à Paris contre le projet de « centres de santé intégrés ».
En 1985, des membres du SMG, du Comité Vigilance et Action et du Mouvement d’action des généralistes (MAG) fondent MG France (fédération française des médecins généralistes) fédérant 46 syndicats départementaux de médecins généralistes. En parallèle, 37 syndicats de spécialistes créent l’Union des médecins spécialistes (Umespe) au sein de la CSMF.
Le paysage syndical "conventionnel" est quasiment fixé depuis cette date. L'exception étant l'Union collégiale des chirurgiens et spécialistes français (UCCSF) créée en 1992, syndicat mono-catégoriel.

#### Les élections professionnelles
La représentativité est liée aux résultats des élections aux unions régionales des professionnels de santé (URPS, ex-URML).
En 1994, le SML porte la vision libérale, MG France est majoritaire chez les généralistes, la CSMF, malgré la présence de l'UNOF en son sein, semble ne représenter que les spécialistes, la FMF est en perte de vitesse
| Année        | 1994       | Collège généraliste | Collège généraliste | Collège spécialiste | Collège spécialiste |
| Syndicat     | Total élus | Élus                | Sièges (%)          | Élus                | Sièges (%)          |
| ------------ | ---------- | ------------------- | ------------------- | ------------------- | ------------------- |
| UNOF/CSMF    | 424        | 135                 | 27,6                | 289                 | 59,0                |
| FMF/Union Gé | 72         | 22                  | 4,5                 | 50                  | 10,2                |
| SML          | 146        | 46                  | 9,4                 | 100                 | 20,4                |
| MG France    | 301        | 277 (ou 301)        | 56,5 (ou 61,4)      | -                   | -                   |
| UCCSMF       | 44         | -                   | -                   | 44                  | 9,0                 |
| SMIF         | 17         | 10                  | 2,0                 | 7                   | 1,4                 |
| Total        | 980        | 490                 |                     | 490                 |                     |

En 2000, l'UNOF fait une percée chez les généralistes aux dépens de MG France, la CSMF reste en tête.
| Année           | 2000            | Collège généraliste | Collège généraliste | Collège généraliste | Collège généraliste | Collège spécialiste | Collège spécialiste | Collège spécialiste | Collège spécialiste |
| Participation : | Participation : | 53,6 %              | 53,6 %              | 30 827 votants      | 30 827 votants      | 51,7 %              | 51,7 %              | 27 097 votants      | 27 097 votants      |
| Syndicat        | Total élus      | Élus                | Sièges (%)          | Votes               | Suffrages (%)       | Élus                | Sièges (%)          | Votes               | Suffrages (%)       |
| --------------- | --------------- | ------------------- | ------------------- | ------------------- | ------------------- | ------------------- | ------------------- | ------------------- | ------------------- |
| UNOF/CSMF       | 548             | 222                 | 43,5                | -                   | -                   | 326                 | 63,9                | -                   | -                   |
| FMF/Union Gé    | 52              | 22                  | 4,3                 | -                   | -                   | 30                  | 5,9                 | -                   | -                   |
| SML             | 184             | 73                  | 14,3                | 4 997               | 16.21               | 111                 | 21,8                | 6 048               | 22.32               |
| MG France       | 166             | 166                 | 32,5                | -                   | -                   | -                   | -                   | -                   | -                   |
| UCCSMF          | 31              | -                   | -                   | -                   | -                   | 31                  | 6,1                 | -                   | -                   |
| SMIF            | 39              | 27                  | 5,3                 | -                   | -                   | 12                  | 2,4                 | -                   | -                   |
| Total           | 1 020           | 510                 |                     |                     |                     | 510                 |                     |                     |                     |

En 2006, du côté des généralistes l'UNOF laisse la 1re place à MG France avec la dispersion de ses voix sur Espace Gé et Union Gé, du côté des autres spécialités la CSMF est talonnée par la FMF.
| Année         | 2006          | Collège généraliste | Collège généraliste | Collège généraliste | Collège spécialiste | Collège spécialiste | Collège spécialiste |
| Participation | Participation | 50,4 %              | 50,4 %              | 50,4 %              | 41,1 %              | 41,1 %              | 41,1 %              |
| Syndicat      | Total élus    | Élus                | Sièges (%)          | Suffrages (%)       | Élus                | Sièges (%)          | Suffrages (%)       |
| ------------- | ------------- | ------------------- | ------------------- | ------------------- | ------------------- | ------------------- | ------------------- |
| UNOF/CSMF     | 391           | 158                 | 28,5                | 25.9                | 233                 | 42,0                | 38.6                |
| FMF/Union Gé  | 284           | 89                  | 16,0                | 16,5                | 195                 | 35,1                | 35,7                |
| SML           | 133           | 54                  | 9,7                 | 10,4                | 79                  | 14,2                | 15,4                |
| MG France     | 179           | 179                 | 32,3                | 31,2                |                     |                     |                     |
| UCCSMF        | 48            | 8                   | 1,4                 | 2,4                 | 40                  | 7,2                 | 8,4                 |
| Alliance      | 11            | 4                   | 0,7                 | 1,1                 | 7                   | 1,3                 | 1,5                 |
| Espace Gé     | 63            | 63                  | 11,4                | 12,4                |                     |                     |                     |
| FNEP          | 1             |                     |                     |                     | 1                   | 0,2                 | 0,4                 |
| Total         | 1 110         | 555                 |                     |                     | 555                 |                     |                     |

La loi HPST de juillet 2009 instaure les Unions régionales des professions de santé (URPS),,. Les URPS-Médecins, qui comportent trois collèges médicaux, remplacent les Unions régionales de médecins libéraux (URML) créées par la loi de janvier 1993 dite loi Teulade. Des élections s'ensuivent en 2010.
En 2015, la CSMF est toujours la première organisation représentative au global et chez les autres spécialistes. Le syndicat 'Le Bloc' s'impose chez les médecins des plateaux techniques lourds. MG France reste en tête chez les généralistes.
| Année 2015       | Global        | Global        | Médecins généralistes | Médecins généralistes | Médecins généralistes | Plateau technique lourd | Plateau technique lourd | Plateau technique lourd | Autres spécialistes | Autres spécialistes | Autres spécialistes |
| Participation    | Participation | 39,92 %       | 42,38 %               | 42,38 %               | 42,38 %               | 42,38 %                 | 42,38 %                 | 42,38 %                 | 34,95 %             | 34,95 %             | 34,95 %             |
| Syndicat         | Total élus    | Suffrages (%) | Élus                  | Sièges (%)            | Suffrages (%)         | Élus                    | Sièges (%)              | Suffrages (%)           | Élus                | Sièges (%)          | Suffrages (%)       |
| ---------------- | ------------- | ------------- | --------------------- | --------------------- | --------------------- | ----------------------- | ----------------------- | ----------------------- | ------------------- | ------------------- | ------------------- |
| MG France        | 138           | 17.19         | 138                   | 31.72                 | 31.29                 | -                       | -                       | -                       | -                   | -                   | -                   |
| Le Bloc          | 90            | 10.92         | -                     | -                     | -                     | 82                      | 68.91                   | 66.79                   | 8                   | 2.53                | 4.41                |
| CSMF/UNOF        | 268           | 25.40         | 101                   | 23.22                 | 20.25                 | 19                      | 15.97                   | 12.37                   | 148                 | 46.84               | 40.65               |
| FMF/Union Gé     | 183           | 22.69         | 115                   | 26.44                 | 27.62                 | 5                       | 4.20                    | 5.74                    | 63                  | 19.94               | 21.77               |
| SML              | 164           | 19.82         | 66                    | 15.17                 | 16.49                 | 12                      | 10.08                   | 12.95                   | 86                  | 27.22               | 28.94               |
| Union Collégiale | 22            | 3.30          | 13                    | 2.99                  | 3.78                  | 1                       | 0.84                    | 3.78                    | 8                   | 2.53                | 3.27                |
| FML              | 5             | 0.70          | 2                     | 0.46                  | 0.57                  | 0                       | 0                       | 0.61                    | 3                   | 0.95                | 0.96                |
| Total            | 870           | -             | 435                   | -                     | -                     | 119                     | -                       | -                       | 316                 | -                   | -                   |

### Le monde hospitalier
En 1955, les hospitalo-universitaires, en tant que fonctionnaire de l'Éducation Nationale, sont immatriculés à la Sécurité sociale et bénéficient ainsi d'une couverture sociale. Des médecins d'hôpitaux généraux demandent au syndicat unique d'obtenir également leur immatriculation. Ils essuient un refus de peur de fonctionnariser la profession. Ces médecins hospitaliers non universitaires se rapprochent de la CGC.
En 1960, l'Intersyndicat des médecins adjoints, assistants et attachés des hôpitaux de la région de Paris est fondé. Il participe en 1968 à la création du 1er Syndicat national d'attachés des hôpitaux. Ce syndicat national s'affilie Fédération Nationale des Médecins salariés, contractuels et fonctionnaires à la CGC pour la partie hospitalière.
La défense du secteur privé à l'hôpital mobilise les médecins hospitaliers en 1982 avec la création du Syndicat de défense de la médecine libérale à l'hôpital. En octobre 1981, le Syndicat autonome des enseignants de médecine, le Syndicat national des professeurs et maîtres de conférences agrégés, le Collège national des chirurgiens français, l'Union syndicale CGC des médecins hospitaliers, l'UNAM et le Comité national de coordination des syndicats d'attachés des hôpitaux publics le rejoignent pour former le comité de liaison appelé « Solidarité médicale ». Ce comité de liaison devient le 12 février 1983 l'Intersyndicale nationale des médecins hospitaliers (qui se nomme désormais l'INPH). La Coordination nationale fait scission en 1984.
En 2009, quatre intersyndicales sont reconnues représentatives : la Confédération des praticiens des hôpitaux (CPH) dont Patrick Pelloux, membre de l'AMUF, était vice-président, l'Intersyndicat national des praticiens hospitaliers (INPH) dont fait partie la FPS de Serdar Dalkılıç, la Coordination médicale hospitalière (CMH) et le Syndicat national des médecins chirurgiens spécialistes et biologistes des hôpitaux publics (SNAMHP ou SNAM).
Le Syndicat national des praticiens hospitaliers anesthésistes-réanimateurs élargi (SNPHARE) quitte l'INPH pour Avenir Hospitalier (AH) qui devient, en 2013, la 5e organisation reconnue.
L'AMUF fait une alliance avec la CGT Santé, notamment pour siéger au conseil d'administration de l'IRCANTEC

### Les syndicats "jeunes"
Certains jeunes médecins sont organisés en syndicat par spécialité. C'est le cas du Syndicat des jeunes biologistes médicaux, du Syndicat national des jeunes chirurgiens ou du Regroupement autonome des généralistes jeunes installés et remplaçants (ReAGJIR).
Contrairement aux syndicats "sénior" qui représentent le plus souvent soit les libéraux, soit les hospitaliers, les syndicats de jeunes médecins représentent leur spécialité quel que soit le mode d'exercice.
Les internes sont organisés depuis 1969 avec la création de l'Inter-syndicat national des internes des hôpitaux (ISNIH, devenu ISNI en 2013).
En 1991, le Syndicat national des jeunes médecins généralistes (SNJMG) est créé à la suite de conflits entre les résidents (médecine générale) et les internes de spécialités dans le mouvement de grève.
En 1997, l'Inter-syndicale nationale autonome des résidents (ISNAR devenue ISNAR-IMG) est créée par les résidents qui s’opposent à la convention médicale et aux ordonnances Juppé. Elle est reconnue représentative en 1999.
Depuis 2000, les trois organisations se partagent la représentation des internes de médecine.
En 2004, les résidents deviennent des internes spécialisés en médecine générale comme l'ensemble des autres internes de médecine. L'ISNAR devient l'ISNAR-IMG ("représentative des internes de médecine générale").
Les internes de pharmacie sont représentés par la Fédération nationale des syndicats d'internes en pharmacie (FNSIP-BM), ceux d'odontologie par le Syndicat National des Internes en Odontologie (SNIO).
Les étudiants des deux premiers cycles des études médicales sont représentés par l'ANEMF.

## Québec
En 1928, la 1re association médicale spécialisée est créée, la Société canadienne-française d'électrologie et de radiologie médicale. 
En 1960, le projet de salariat des médecins par l'État entraîne le regroupement des médecins en syndicat professionnel.
Le 14 décembre 1965, 11 associations médicales forment la Fédération des médecins spécialistes du Québec (FMSQ).

### Paysage syndical
La Fédération des médecins omnipraticiens du Québec (FMOQ) représente l'ensemble des médecins omnipraticiens du Québec.
La Fédération des médecins spécialistes du Québec (FMSQ) représente les médecins spécialistes membres des associations affiliées.
L’Association des jeunes médecins du Québec (AJMQ) est créée en 1995 en réaction à un accord entre les fédérations médicales et le gouvernement pour des mesures discriminatoires envers les jeunes médecins du Québec.

## Royaume-Uni
La British Medical Association est le syndicat officiel des médecins, elle compte 151000 membres. 
Le National Health Service la reconnait comme la seule instance habilitée à négocier les contrats des médecins.